# RIZIN.25
Yogibo presents RIZIN.25（ヨギボー・プレゼンツ・ライジン・トゥエンティファイブ）は、日本の総合格闘技団体「RIZIN」の大会の一つ。
2020年11月21日に大阪府大阪市大阪城ホールで開催された。

## 概要
10月19日都内にて記者会見が行われ、11月21日大阪城ホールにて本大会が開催されることが発表された。その対戦カードの第一弾として、フェザー級王座決定戦として、朝倉未来と斎藤裕の対戦が決定した。
メインイベントでは、フェザー級王座決定戦として、朝倉未来と斎藤裕が対戦。斎藤が朝倉を破り、初代フェザー級王者に輝いた。

## 対戦カード
第1試合 キックボクシングルール 63.0kg契約ワンマッチ 3分3R
×  山口侑馬 vs.  麻原将平 ○
3R 2:59 TKO（レフェリーストップ）
第2試合 キックボクシングルール 53.0kg契約ワンマッチ 3分3R
○  政所仁 vs.  佐藤執斗 ×
3R終了 判定3-0
第3試合 MMAルール 66.0kg契約ワンマッチ 5分3R 肘あり
×  朴光哲 vs.  白川陸斗 ○
3R 4:19 TKO（サッカーボールキック）
第4試合 キックボクシングルール 83.0kg契約ワンマッチ 3分3R
×  江畑秀範 vs.  佐野勇海 ○
3R終了 判定0-3
第5試合 キックボクシングルール 60.5kg契約ワンマッチ 3分3R
○  大雅 vs.  山畑雄摩 ×
3R終了 判定3-0
第6試合 MMAルール 66.0kg契約ワンマッチ 5分3R 肘あり
×  内村洋次郎 vs.  萩原京平 ○
1R 0:22 KO（右ストレート）
柔術デモンストレーション
 ホベルト・サトシ・ソウザ、 クレベル・コイケ、 坂本ハリ、 秋田美咲
第7試合 MMAルール 57.0kg契約ワンマッチ 5分3R 肘あり
○  竿本樹生 vs.  北方大地 ×
3R終了 判定3-0
第8試合 MMAルール 77.0kg契約ワンマッチ 5分3R 肘あり
○  住村竜市朗 vs.  レッツ豪太 ×
3R終了 判定2-1
第9試合 MMAルール 61.0kg契約ワンマッチ 5分3R 肘あり
○  扇久保博正 vs.  瀧澤謙太 ×
3R終了 判定3-0
第10試合 MMAルール 66.0kg契約 5分3R 肘あり
RIZINフェザー級タイトルマッチ（初代王者決定戦）
×  朝倉未来 vs.  斎藤裕 ○
3R終了 判定0-3
※斎藤が王座獲得に成功。初代フェザー級王者となった。